# Gabriele Magni
Gabriele Magni, född den 3 december 1973 i Pistoia, Italien, är en italiensk fäktare som tog OS-brons i herrarnas lagtävling i florett i samband med de olympiska fäktningstävlingarna 2000 i Sydney.